# ルーク・ボルトン
ルーク・フィリップ・ボルトン（英語: Luke Philip Bolton、1999年10月7日 - ）は、イングランドのサッカー選手。ポジションはMF。

## クラブ歴
ストックポート生まれ。マンチェスター・シティ EDSで育ち、2018-19シーズンにはEFLトロフィーに出場した他、UEFAチャンピオンズリーグ 2018-19の登録メンバーに選出された。2019年1月23日のEFLカップ準決勝ではベンチ入りした。
その翌日にフットボールリーグ1のウィコム・ワンダラーズFCに半年の期限付き移籍が発表された。同月26日の試合で選手初出場を記録した。2019-20シーズンはフットボールリーグ・チャンピオンシップのルートン・タウンFCに期限付き移籍。2020-21シーズンはスコティッシュ・プレミアシップのダンディー・ユナイテッドFCに期限付き移籍した。
2022年1月、サルフォード・シティFCに移籍した。

## 代表歴
U-20代表として第45回トゥーロン国際大会に参加し優勝した。

## プレースタイル
本職は右サイドでどちらかと言うとウィング寄りであるが、ルートン・タウン時代には右サイドバックを務めた。